# ZSD Nysa
Nysa – marka polskich samochodów dostawczych produkowanych w Nysie w latach 1959–1994.

## Historia i opis modelu

### Początki
W 1952 roku w Nysie utworzono Zakłady Budowy Nadwozi Samochodowych. Dotychczas, w latach 1947–1951 w zakładzie tym, noszącym nazwę Fabryki Mebli Stalowych „Zachód”. wykonywano łóżka szpitalne, krzesła, biurka, szafki oraz kasy pancerne. Po decyzji o zmianie profilu produkcji zakładów przystąpiono do opracowania, a następnie produkcji nadwozi specjalnych i specjalizowanych, przystosowanych do zabudowy na podwoziach polskich samochodów ciężarowych FSC Lublin-51 oraz Star 20. Budowano nadwozia furgonowe różnego przeznaczenia, a także nadwozia warsztatowe i kina objazdowe.
W 1953 roku wykonano łącznie 382 nadwozia. Rozpoczęto także rozbudowę zakładu, powstała nowa hala montażowa. Dwa lata później, w 1955 roku, bramy ZBNS opuściły 772 pojazdy ze specjalistycznymi nadwoziami. W miarę urbanizacji kraju, coraz bardziej był odczuwalny brak małych samochodów dostawczych o ładowności do 1000 kg. Samochody tego rodzaju nie były dotychczas wytwarzane ani w Polsce, ani w krajach sąsiednich. Na przełomie lat 1956–1957 zdecydowano się na podjęcie prac nad takim właśnie pojazdem.
Na początku 1957 roku zlecono wykonanie konstrukcji samochodu dostawczego Fabryce Samochodów Osobowych (FSO). Niezależnie od tego, podobną pracę rozpoczęło w marcu tego roku biuro konstrukcyjne w Nysie. Zgodnie z założeniami miał to być pojazd o konstrukcji ramowej, w którym zastosowanoby silnik, zespoły napędowe i jezdne pochodzące z samochodu osobowego FSO Warszawa. Ograniczona nośność zawieszenia przedniego narzucała konieczność wysunięcia go przed miejsce kierowcy. Z tego faktu wynikał ogólny układ zespołów, a po części także sylwetka pojazdu. Projekt warszawski został odrzucony z uwagi na niezbyt funkcjonalne i technologiczne nadwozie oraz wiele mankamentów podwozia. Grupa konstruktorów ZBNS opracowała własne nadwozie, a przy wykorzystaniu ramy wprowadziła wiele zmian w zespołach podwoziowych, przystosowując je do większych obciążeń występujących w samochodzie dostawczym. Nawiązano też współpracę z Fabryką Samochodów Ciężarowych w Lublinie, gdzie wówczas trwały prace nad konstrukcją podobnego samochodu tej klasy Żuk.

### Nysa N57
Przystąpiono do wykonania prototypów samochodów, którym nadano nazwę Nysa. Do grudnia 1957 roku wykonano 13 egzemplarzy oznaczonych symbolem N 57. Samochód Nysa został zatwierdzony do produkcji. Technologia wytwarzania była dostosowana do ówczesnych możliwości zakładu, który nie dysponował urządzeniami takimi jak prasy czy zgrzewarki.

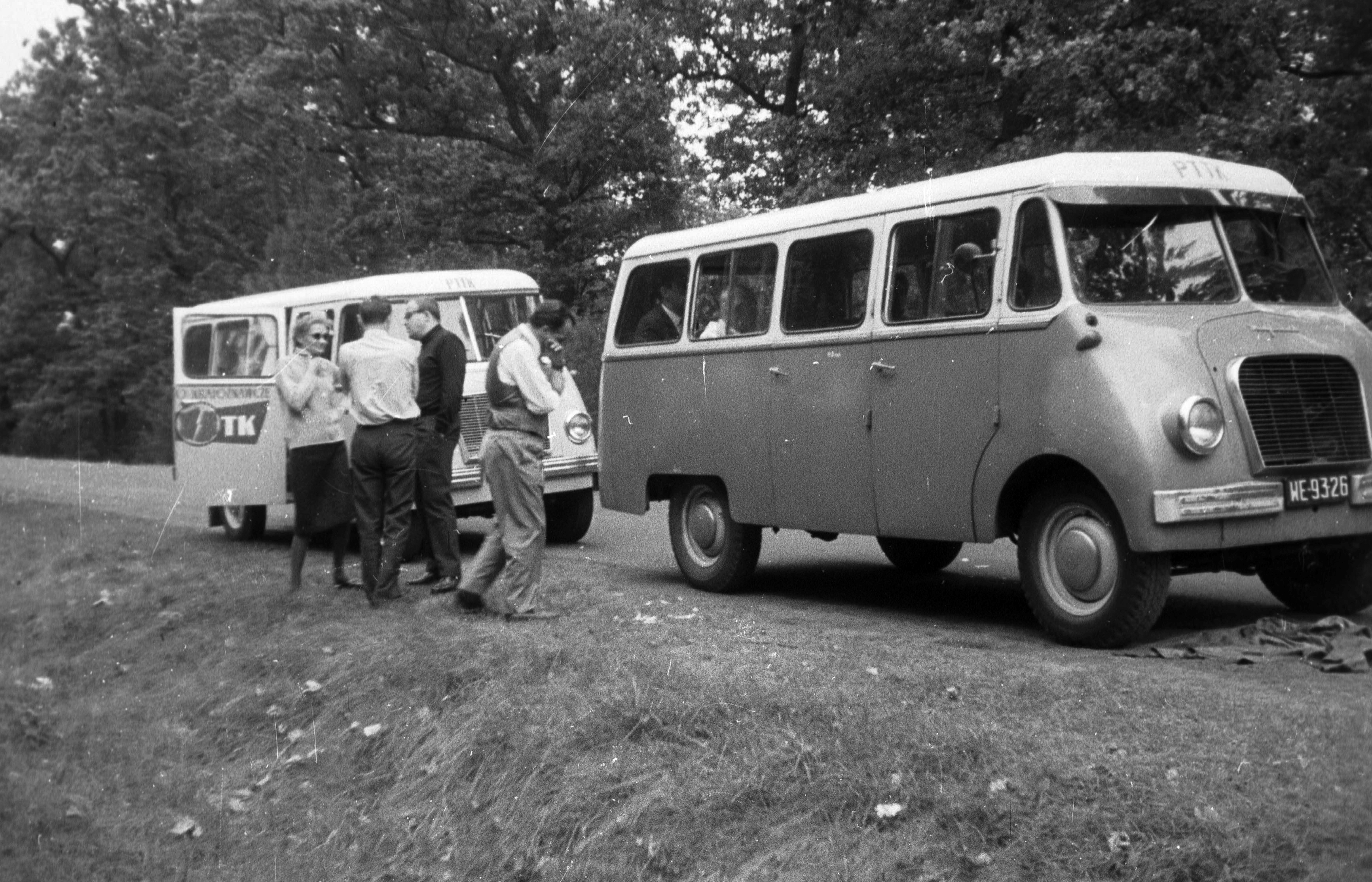
Nysa N57

Pojazd został wyposażony w czterosuwowy, dolnozaworowy silnik benzynowy typu M-20 (jak w samochodzie Warszawa M20), który zawieszony został nad przednią osią pojazdu. Pojemność skokowa silnika wynosiła 2120 cm³, a dzięki stopniowi sprężania 6,2, jednostka ta osiągała moc 36,8 kW przy 3600 obr./min. W instalacji elektrycznej o napięciu 12V zastosowano prądnicę prądu stałego o mocy 220 W i akumulator ołowiowy o pojemności 51 Ah. Jednotarczowe, półodśrodkowe sprzęgło cierne wzmocniono przez zastosowanie dziewięciu (zamiast sześciu – jak w osobowej Warszawie) śrubowych sprężyn dociskowych. Skrzynia przekładniowa trójwałkowa o trzech przełożeniach została zblokowana z silnikiem. Biegi II i III były zsynchronizowane. Zastosowano jednoczęściowy rurowy wał napędowy zaopatrzony w dwa przeguby krzyżakowe. Tylny most ze stożkową przekładnią główną o przełożeniu 5,125 przejęto z samochodu Warszawa M-20. Szkielet pojazdu stanowiła podłużnicowa rama o konstrukcji spawanej. Podłużnice wykonano z zamkniętego profilu prostokątnego o wymiarach 100x50x3 mm. Zawieszenie kół przednich było niezależne. Koła jezdne prowadzono na podwójnych wahaczach poprzecznych nierównej długości. Sprężyny śrubowe przedniego zawieszenia Warszawy były wspomagane drugą parą sprężyn mocowaną w ich wnętrzu. Zastosowano hydrauliczne amortyzatory ramieniowe oraz stabilizator skrętny. W zależnym zawieszeniu tylnym użyto dwóch wzdłużnych resorów piórowych oraz amortyzatorów ramieniowych. Tarczowe koła jezdne o średnicy 16” były zaopatrzone w ogumienie dętkowe o wymiarach 6.00-16”. W układzie kierowniczym zastosowano globoidalną przekładnię ślimakową i jednoczęściowy wał kierownicy. Hamulec zasadniczy sterowany hydraulicznie był jednoobwodowy. Bębnowe hamulce kół przednich i tylnych przejęto z osobowej Warszawy. Hamulec pomocniczy typu mechanicznego działał na szczęki hamulcowe kół tylnych. Zamknięte nadwozie typu wagonowego miało konstrukcję szkieletową. Szkielet byt spawany z profili stalowych. Poszycie zewnętrzne wykonano z blachy stalowej o grubości 0,8 mm. Nadwozie mikrobusu wyposażono w czworo drzwi. W prawej ścianie była umieszczona para drzwi jednoskrzydłowych, a w lewej – drzwi kierowcy. W ścianie tylnej zabudowano szerokie drzwi jednoskrzydłowe, które zawieszono na lewej krawędzi. W oknach pojazdu zastosowano jedynie szyby płaskie. We wnętrzu, z obu stron osłony silnika umieszczono fotele kierowcy i pasażera, a w tylnej części nadwozia, trzy dwuosobowe kanapy. Ze względu na unifikację zespołów, utrzymano ten sam co w samochodzie Warszawa rozstaw osi równy 2700 mm. Przy masie własnej 1500 kg, dopuszczalną masę całkowitą określano na 2250 kg. Mikrobus osiągał prędkość maksymalną 90 km/h, a zużycie paliwa wynosiło ok. 15-16 dm³/100 km.

### Nysa N58

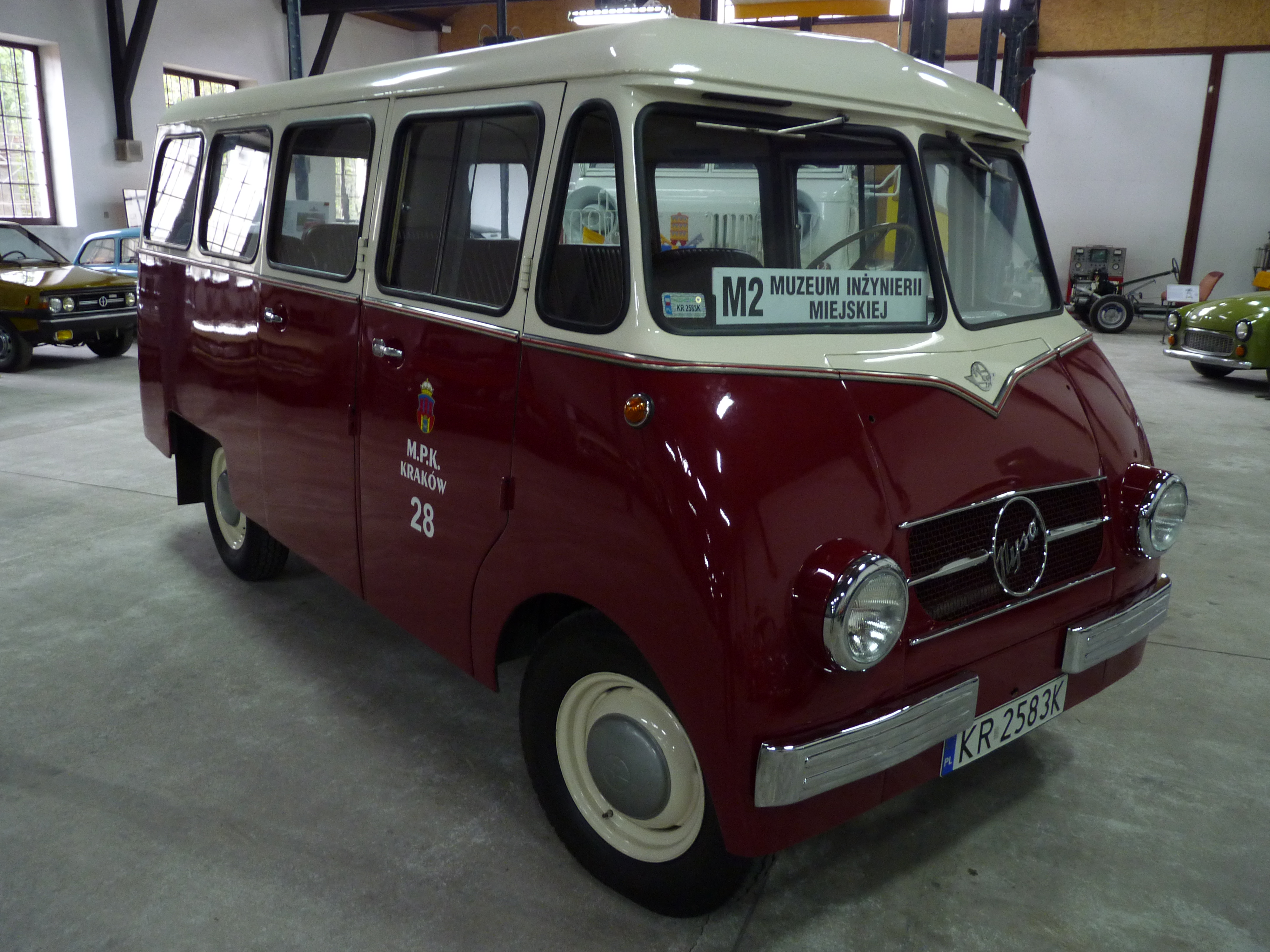
Nysa N59-M

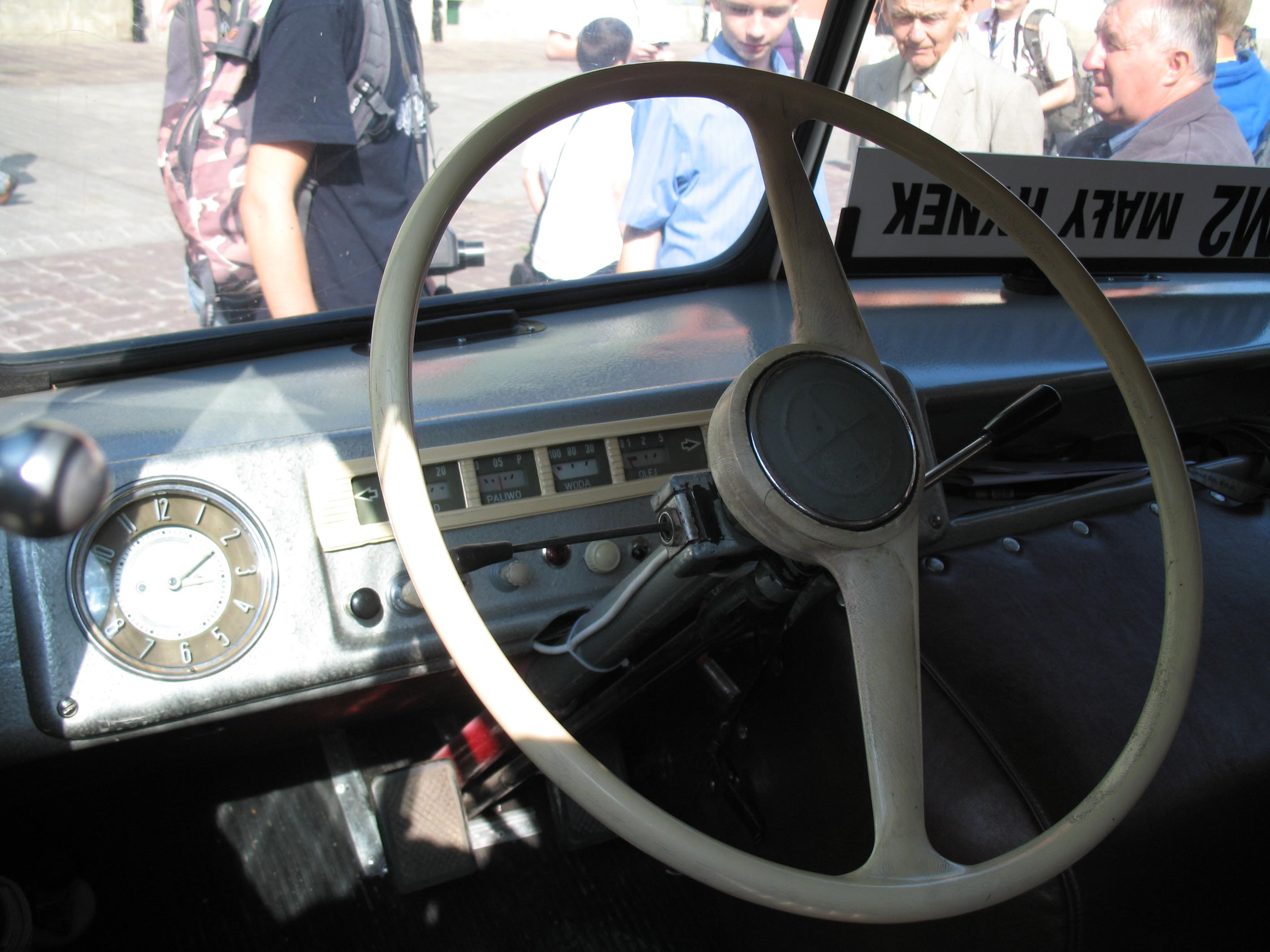
Nysa 59-M – deska rozdzielcza

W 1958 roku w ZBNS wykonano 313 samochodów Nysa N58 w wersji furgon. W nadwoziu tego rodzaju zabudowano ściankę działową z oknem, która oddzielała część ładunkową od kabiny kierowcy. Zrezygnowano z dodatkowych drzwi bocznych oraz okien w ścianach bocznych. Z ważniejszych zmian w mechanizmach podwoziowych należy wymienić wzmocnienie belki zawieszenia przedniego i wprowadzenie nowych pojedynczych sprężyn oraz wzmocnienie resorów tylnych. Ładowność pojazdu wynosiła 800 kg. Prowadzono prace nad ulepszeniem technologii wykonania nadwozia, a także nad dokumentacją nowych odmian.

### Nysa N59
W 1959 roku do produkcji wszedł nowy model oznaczony symbolem N59. Zastosowano w nim wiele ulepszeń wynikających z badań i uwag użytkowników. Wprowadzono nowe koła jezdne i wzmocnione ogumienie o wymiarach 6.50 – 16” oraz nową konstrukcję hamulca pomocniczego taśmowego, działającego na wał napędowy pojazdu. Zmieniono niektóre elementy wyposażenia elektrycznego. Do produkcji wprowadzono też nowe odmiany: furgon N59-F, mikrobus N59-M i sanitarkę N59-S. Sanitarkę oparto na konstrukcji mikrobusu, z tym, że kabina kierowcy była oddzielona od przedziału sanitarnego ścianką działową zaopatrzoną w okno z przesuwanymi szybami. W dachu nadwozia wykonano otwór wentylacyjny i zabudowano wentylator. Wnętrze było ogrzewane dodatkową nagrzewnicą połączoną z układem chłodzenia. Ogółem w 1959 roku wykonano 1350 samochodów Nysa N59 w trzech wersjach. W tym roku rozpoczął się także eksport pojazdu – sprzedano pierwszych 200 egzemplarzy. Wersje eksportowe były ulepszone w stosunku do krajowych.

### Nysa N60
W zakładowym biurze konstrukcyjnym opracowano dalsze odmiany nadwoziowe. W 1960 roku wprowadzono do produkcji samochód towarowo-osobowy (towos) oznaczony symbolem N60-T. Powstał on na bazie furgonu, z tym, że w obu ścianach bocznych zabudowano dwie pary okien. Zastosowano niską ściankę działową sięgającą do wysokości oparcia fotela kierowcy. Między dachem, a górną krawędzią ścianki rozpięto siatkę z pasów parcianych. We wnętrzu wzdłuż ścian bocznych zamontowano składane ławy dla 8 osób.

### Nysa N61

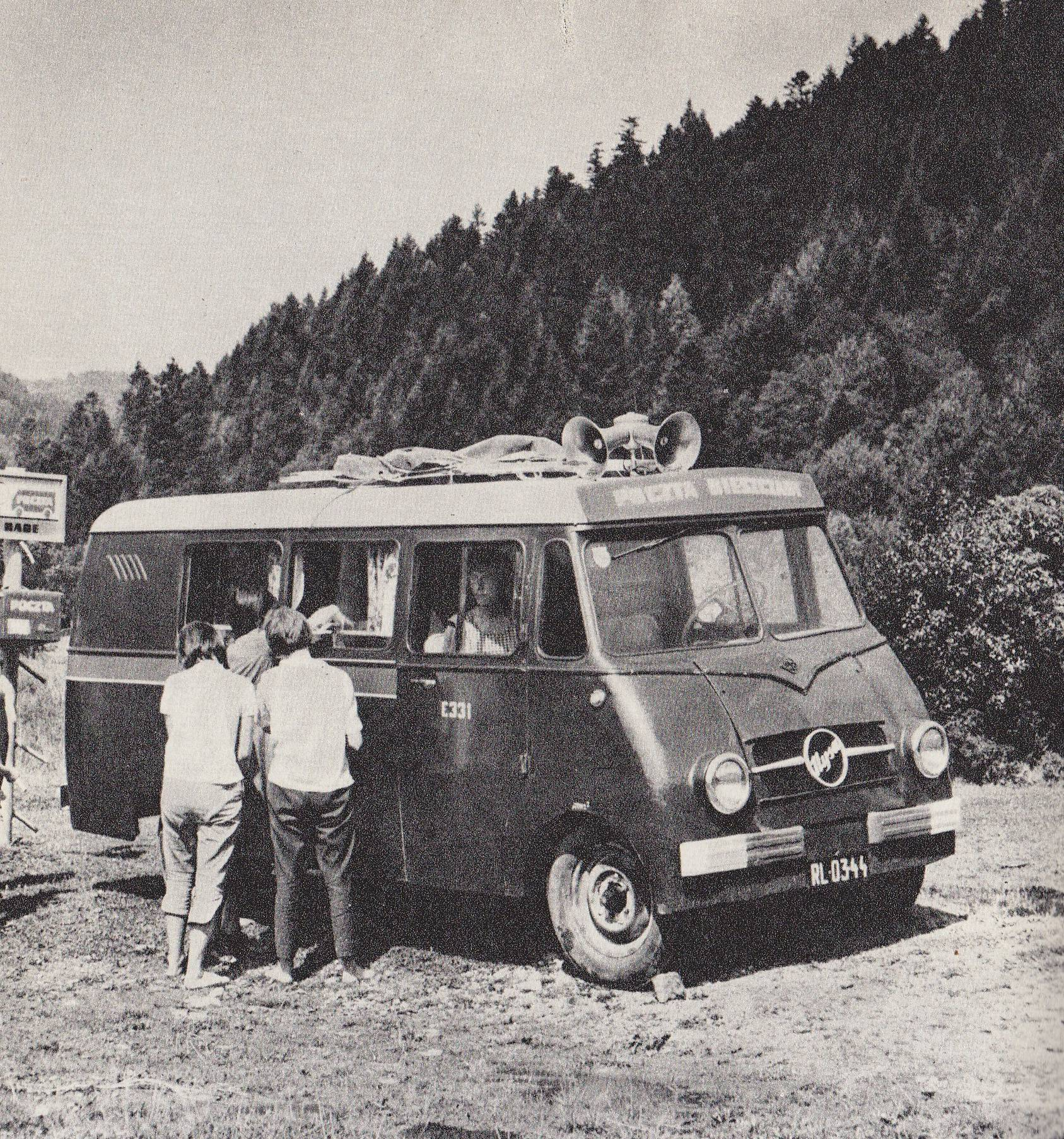
Nysa N61-K

Na zamówienie Ministerstwa Kultury i Sztuki opracowano nową konstrukcję i uruchomiono w 1961 roku produkcję samochodów typu N61-K przystosowanych do prowadzenia projekcji filmowej w warunkach polowych. Wnętrze nadwozia tego pojazdu zostało podzielone na trzy przedziały: kierowcy, operatora i agregatu prądotwórczego. W przedziale operatora oprócz ławy dla trzech osób i dwóch składanych fotelików zabudowano stolik z projektorem filmu 16 mm i radiem. Dwa głośniki zamontowano w oknach z szybami przesuwanymi. W przedziale tylnym zamocowano agregat prądotwórczy napędzany silnikiem spalinowym oraz osprzęt niezbędny do prowadzenia projekcji filmowej wraz z nagłośnieniem.

### Nysa N63
Roczna produkcja Nys w 1961 roku przekroczyła 3000 sztuk. Na potrzeby eksportu opracowano bardziej luksusowe odmiany mikrobusu i sanitarki w wersji dla klimatu umiarkowanego i tropikalnego. Pojazdy te były lakierowane i ostatecznie wyposażone w Sanockiej Fabryce Autobusów. Od 1961 roku prowadzono prace nad większą modyfikacją nadwozia. Rezultatem tej działalności była rodzina samochodów oznaczonych symbolem N63. Prototypy tych pojazdów budowano w latach 1962–1963. Były to mikrobusy furgon, towos, sanitarka (ambulans) i kinowóz. Ich publiczna prezentacja odbyła się w 1963 roku na XXXII Międzynarodowych Targach Poznańskich.
Wszystkie samochody typu N63 otrzymały nowy, górnozaworowy silnik typu S-21 opracowany w Fabryce Samochodów Osobowych (jak w samochodzie Warszawa 223). Osiągał on moc 51,5 kW przy 4000 obr./min, co wyraźnie poprawiło dynamikę pojazdu i zmniejszyło nieco zużycie paliwa. Nadwozie o konstrukcji szkieletowej otrzymało poszycie zewnętrzne przystosowane do tłoczenia. Tłoczona z blachy podłoga umożliwiła likwidację dotychczasowego szkieletu podłogi. Unowocześniono sylwetkę pojazdu. Zastosowano duże gięte przednie szyby oraz świetliki w dachu. Zmianie uległa również stylizacja ściany przedniej. Poprawiono wentylację wnętrza przez zastosowanie wywietrzników dachowych. Analiza kosztów uruchomienia produkcji tego modelu wykazała, że byłyby one za wysokie w stosunku do korzyści i dalsze prace nad samochodem N63 zostały wstrzymane. Wykorzystując jednak doświadczenie zdobyte podczas konstrukcji modelu N63, opracowano bardziej ograniczoną modernizację dotychczasowego nadwozia typu N59.

### Nysa 501

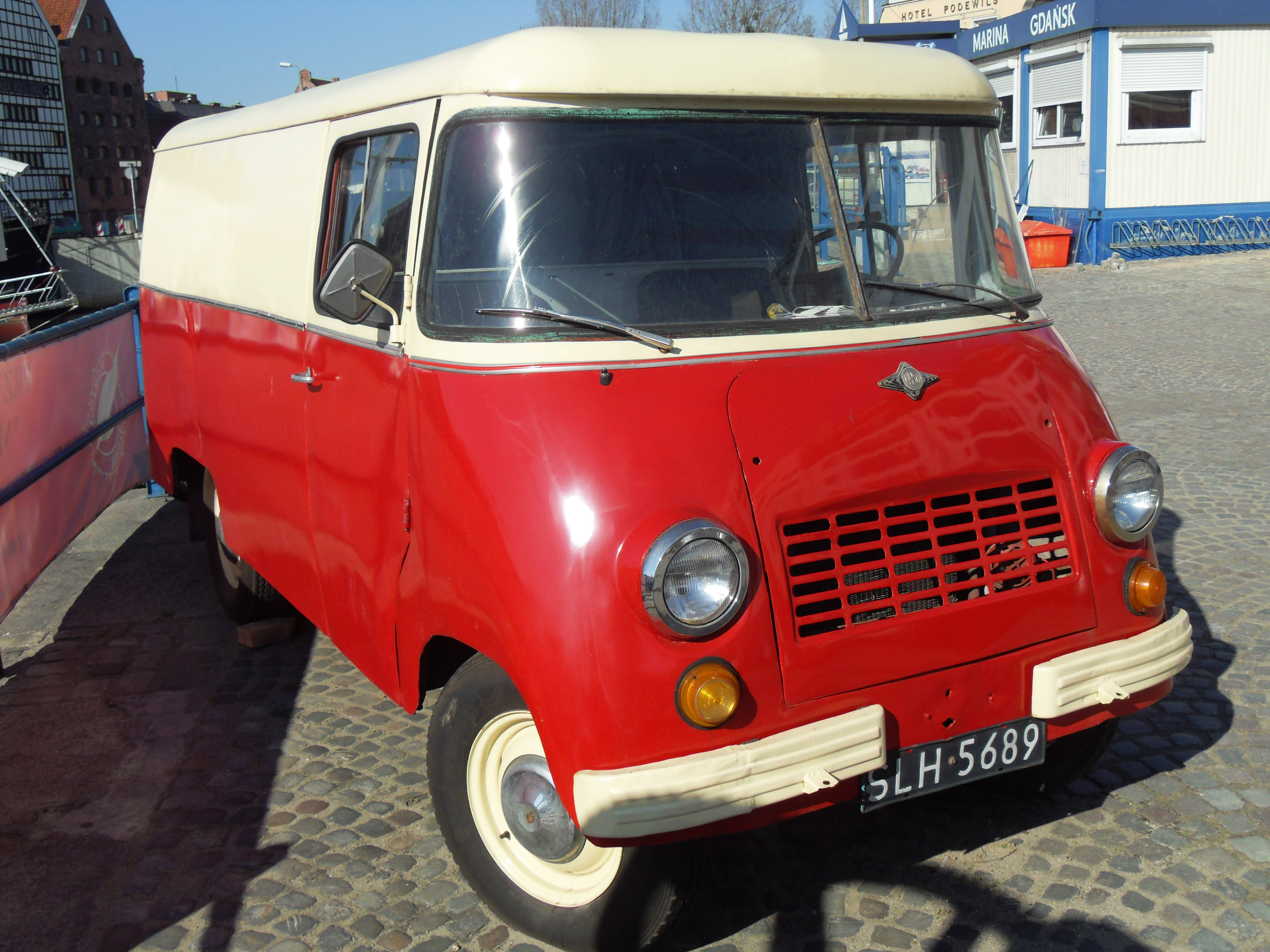
Nysa 501-F

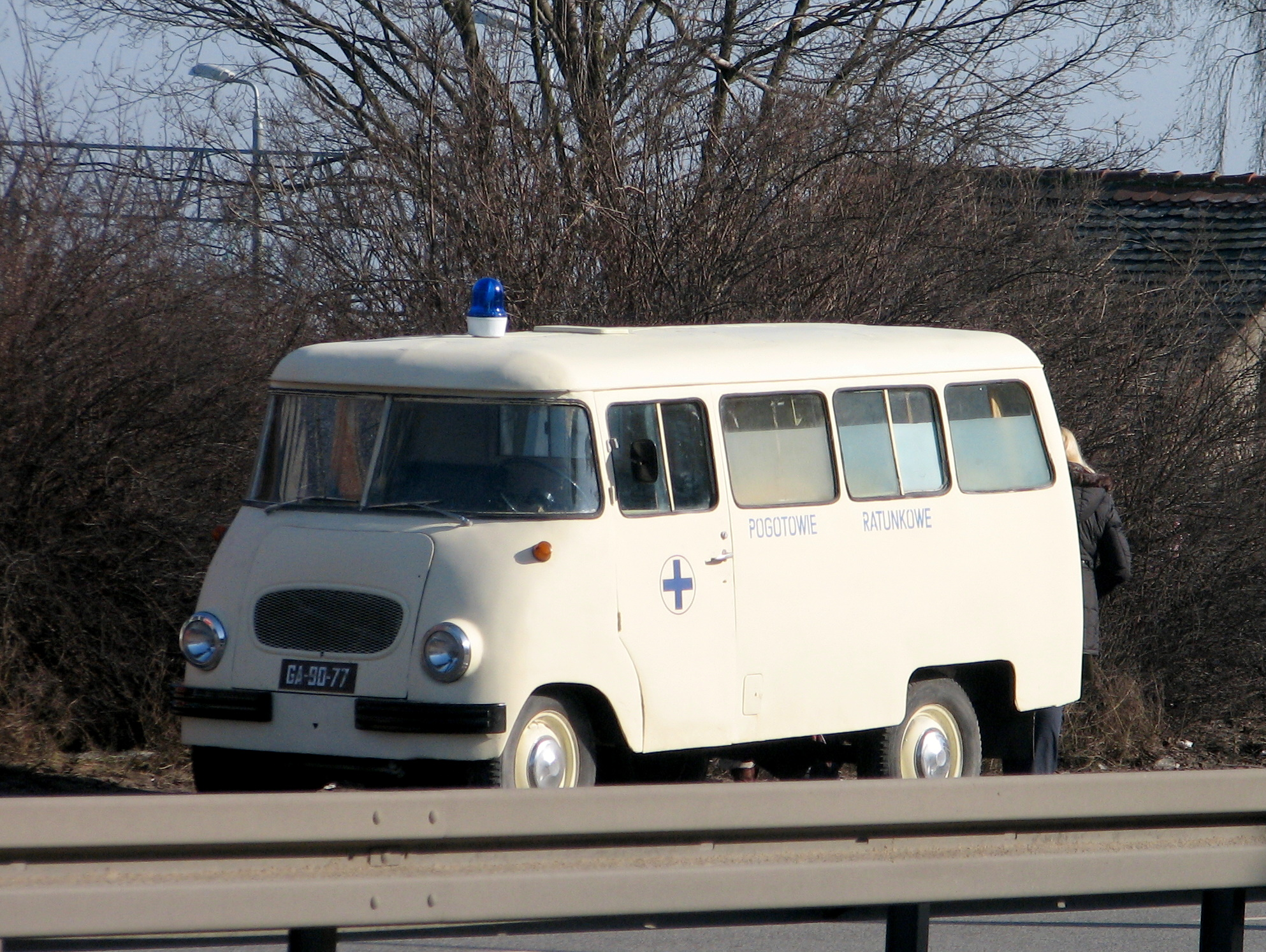
Nysa 501-S (sanitarka)

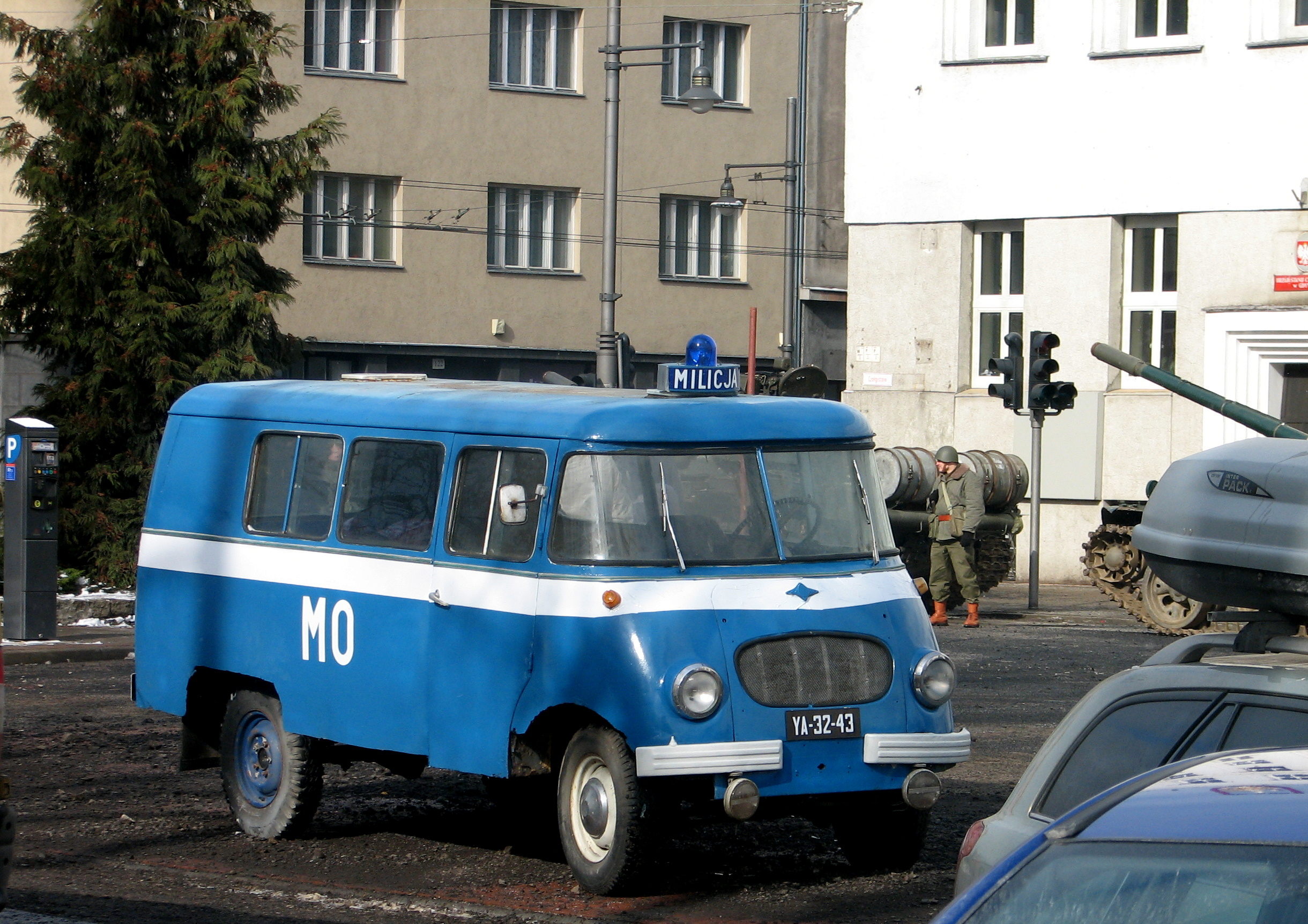
Nysa 501-T

W 1964 roku została wdrożona do produkcji rodzina samochodów Nysa 501. W jej skład wchodziły wszystkie do tej pory wytwarzane wersje. Sylwetka modelu 501 była bardzo podobna do N63, gdyż ścianę przednią (poza atrapą) przejęto właśnie z tego pojazdu. Istotną nowością były zmiany technologiczne, które umożliwiły obniżenie pracochłonności i liczbowy wzrost produkcji. Kształtowanie większych elementów poszycia wykonywano na obciągarkach. Spawanie zostało w znacznym stopniu zastąpione zgrzewaniem. Uruchomiono także taśmową linię montażu. Samochody Nysa 501 otrzymywały alternatywnie silniki M-20 i S-21. Nieznacznej zmianie uległy wymiary zewnętrzne – długość wzrosła do 4410 mm, a wysokość do 2050 mm. Wpłynęło to na powiększenie masy własnej pojazdu, która dla mikrobusu 501-M wynosiła 1560 kg, a dla furgonu 501-F – 1380 kg.
Produkcja samochodów Nysa w 1964 roku przekroczyła 5000 sztuk, przy czym na eksport wysłano 1000 sztuk. Konstruktorzy ZBNS pracowali nadal nad rozszerzeniem liczby odmian modelu 501, a niezależnie od tego podjęto prace nad nowymi przyszłościowymi modelami samochodów dostawczych. W 1964 roku w Zakładach Budowy Nadwozi Samochodowych w Nysie uruchomiono produkcję samochodu Nysa 501 w odmianach furgon, towos, mikrobus i sanitarka. Opracowano także nową wersję kinowozu oznaczoną Nysa 501-K spełniającą nowe wymagania użytkowników tego rodzaju pojazdów. Powstał tzw. samochód propagandowy o rozszerzonej funkcjonalności. Konstrukcja nadwozia i jego wyposażenie umożliwiały prowadzenie projekcji filmowej w warunkach polowych z wnętrza kabiny projekcyjnej na ekran stojący na zewnątrz, projekcję tzw. kina dziennego oraz nadawanie audycji dźwiękowych w czasie jazdy i na postoju. Wyposażenie samochodu w spalinowy agregat prądotwórczy pozwalało na prowadzenie działalności niezależnie od zewnętrznych źródeł zasilania.
Kolejnymi odmianami samochodów Nysa 501 były pojazdy przeznaczone do przewozu żywności w obniżonej temperaturze. W roku 1965 zbudowano w ZBNS prototypy samochodów izotermicznych – oznaczone symbolem 501-I bez źródła chłodu i chłodzonego suchym lodem o symbolu 501-C. Izotermiczne nadwozia tych pojazdów miały pełną ściankę działową i dodatkowy szkielet podłogi. Do szkieletu nadwozia przymocowane zostały wykonane z tworzywa sztucznego łączniki, do których z kolei mocowane było wewnętrzne poszycie komory ładunkowej z ryflowanej blachy aluminiowej. Podłogę stanowiła szczelna wanna z ocynkowanej blachy stalowej. Przestrzeń między poszyciami wypełniona została izolacją w postaci kształtek styropianowych. Kształtki te były w czasie montażu sklejane i pokrywane folią. Grubość izolacji termicznej wynosiła od 60 do 110 mm. Taka konstrukcja wnętrza komory ładunkowej pozwalała na jego mycie strumieniem wody. W odmianie 501-C do przedniej ściany komory ładunkowej przykręcony był pojemnik na suchy lód. Był on ładowany przez drzwi w prawej ścianie nadwozia. Dwa wentylatory elektryczne wymuszały przepływ powietrza przez wymiennik. Trójdrożny zawór umożliwiał połączenie wnętrza pojemnika suchego lodu z atmosferą lub wnętrzem komory ładunkowej. Temperatura wnętrza komory mogła być odczytywana przez kierowcę na termometrze wbudowanym w ściankę działową. Wymiary przestrzeni ładunkowej były nieco mniejsze niż w zwykłym furgonie z uwagi na grubą izolację termiczną. Masa własna tego pojazdu wynosiła 1700 kg, a ładowność 750 kg (w tym 550 kg ładunku, 50 kg suchego lodu i 150 kg 2-osobowa obsługa). Produkcja samochodu Nysa 501-C podjęta została w 1967 roku.
W roku 1966 na zamówienie Ministerstwa Handlu Wewnętrznego opracowano konstrukcję i zbudowano prototypy furgonów podwyższonych w wersjach tzw. ogólnego przeznaczenia i do transportu pieczywa. W obu pojazdach wysokość wnętrza została powiększona o 350 mm. Nad drzwiami tylnymi zawieszona była klapa, którą unoszono przy załadunku wysokich przedmiotów. Furgon ogólnego zastosowania wyposażony został w przesuwane drzwi w prawej ścianie bocznej, natomiast w furgonie piekarniczym zastosowano dwie szerokie podnoszone klapy umożliwiające załadunek pieczywa w pojemnikach ustawionych na stelażach. We współpracy z Politechniką Krakowską przeprowadzono pomiary stateczności i kierowalności tych pojazdów. Stwierdzono, że dotychczasowe zawieszenia kół mają zbyt małą sztywność kątową. Zwiększono ją przez wprowadzenie dodatkowego stabilizatora w zawieszeniu przednim i zamontowanie dodatkowych dwukolistych gumowych elementów sprężystych. Samochody podwyższone nie zostały jednak wprowadzone do produkcji seryjnej.
Duże zapotrzebowanie na samochody Nysa w kraju, a także rosnący eksport, wpłynęły na podjęcie działań inwestycyjnych i modernizacyjnych w ZBNS. Zbudowano nową kotłownię, lakiernię piecową oraz hale montażu. W 1967 roku produkcja osiągnęła poziom 7500 sztuk rocznie, a około 30% samochodów przeznaczonych zostało na eksport. W tym czasie zmodernizowano konstrukcję nadwozia Nysy 501 dostosowując ją do lakierowania piecowego i ulepszonej technologii montażu. Zmiany te wpłynęły także na poprawę jakości i obniżenie pracochłonności. Zrezygnowano wówczas ze współpracy z Sanocką Fabryką Autobusów co do lakierowania i wykończenia eksportowych odmian Nys.
Do widocznych zmian w samochodach produkowanych od 1967 roku należały m.in. nowa atrapa chłodnicy i tylne lampy zespolone (z samochodu Warszawa 203/204). We współpracy z Centralnym Ośrodkiem Chłodnictwa w Krakowie zbudowany został w 1967 roku prototyp samochodu chłodni w oparciu o izotermiczne nadwozie Nysy 501. Zamontowano w nim sprężarkowy agregat chłodniczy. Agregat napędzany był przez silnik samochodu za pośrednictwem sprzęgła elektromagnetycznego, a podczas dłuższych postojów silnikiem elektrycznym zasilanym z sieci o napięciu 220 V. Temperatura wnętrza komory ładunkowej regulowana była przez termostat, który sterował elektromagnetycznym sprzęgłem napędu sprężarki. Agregat zapewniał uzyskiwanie w komorze temperatury 255 K (–18 °C) przy temperaturze otoczenia 303 K (+30 °C). Mógł on pracować także w obiegu odwróconym, tzn. ogrzewać wnętrze komory ładunkowej, co pozwalało na przewóz płynów lub owoców podczas mrozów. W tym samym czasie (1967 rok) opracowano konstrukcję i wprowadzono do produkcji dwa modele pojazdów specjalnych dla potrzeb MSW.

### Nysa 503
Niezależnie od prac nad modernizacją i powiększeniem liczby wersji nadwoziowych produkowanego modelu, pracownicy Biura Konstrukcyjnego myśleli o przyszłościowych modelach samochodów. W 1965 roku wykonano dwa prototypowe nadwozia furgonowe o symbolu 503 o zwiększonych wymiarach. Zespoły mechaniczne z klasycznym układem napędowym przejęto z Forda Transita. W przyszłości zastosowane miały być elementy samochodu osobowego Warszawa 210. Prace te zostały przerwane w chwili podjęcia decyzji o zakupie licencji na Fiata 125.

### Nysa 521 i 522

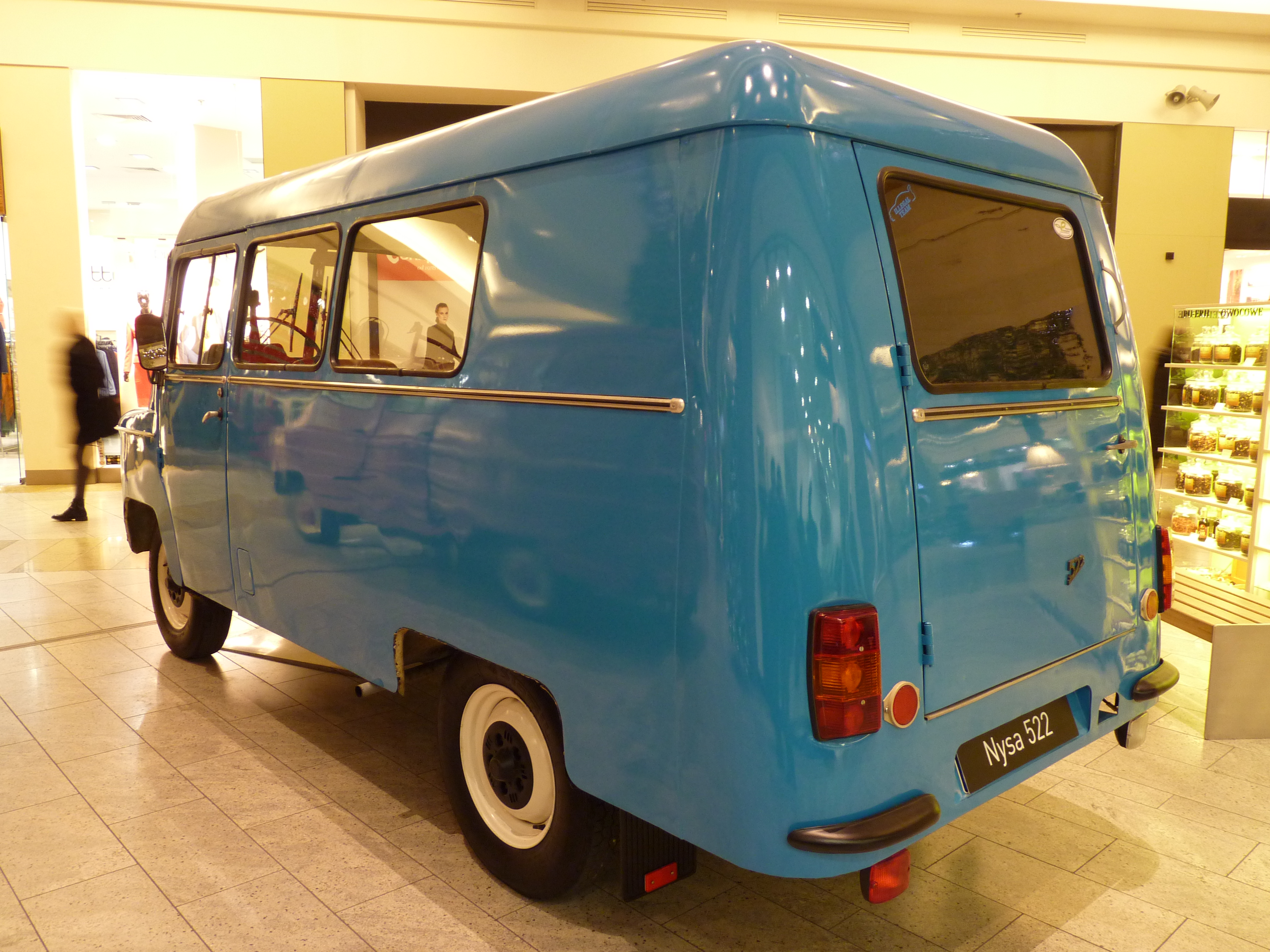
Nysa 522 – tył pojazdu

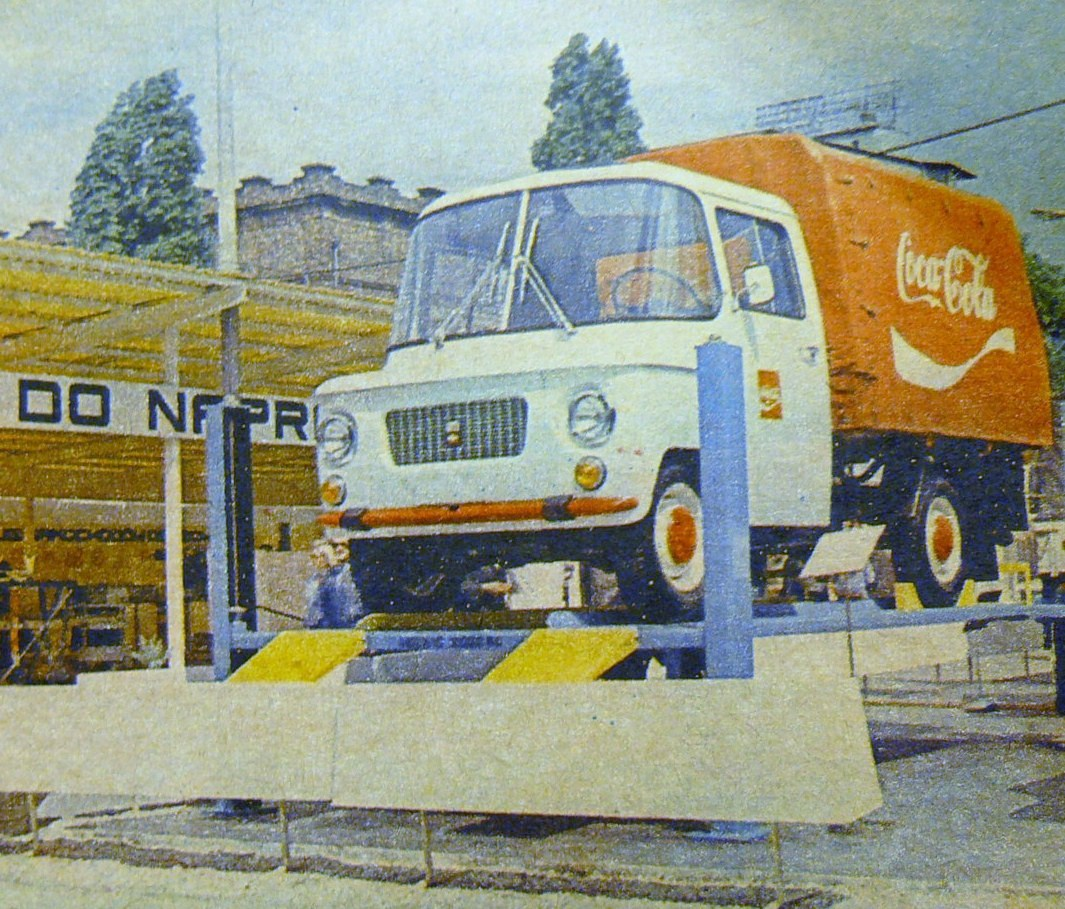
Nysa w wersji przeznaczonej dla Coca-Coli na Międzynarodowych Targach Poznańskich w 1973 roku

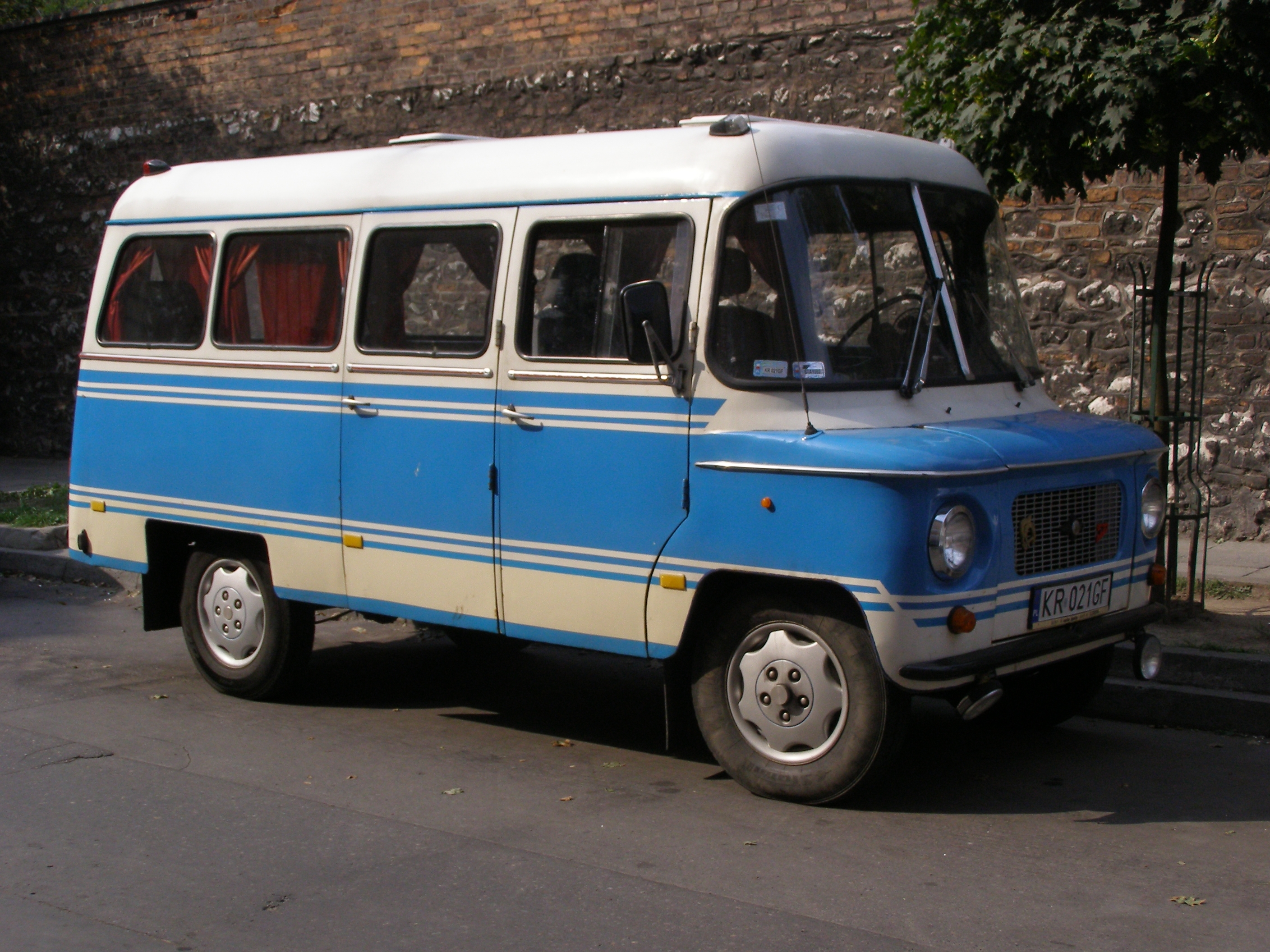
Nysa 522 mikrobus

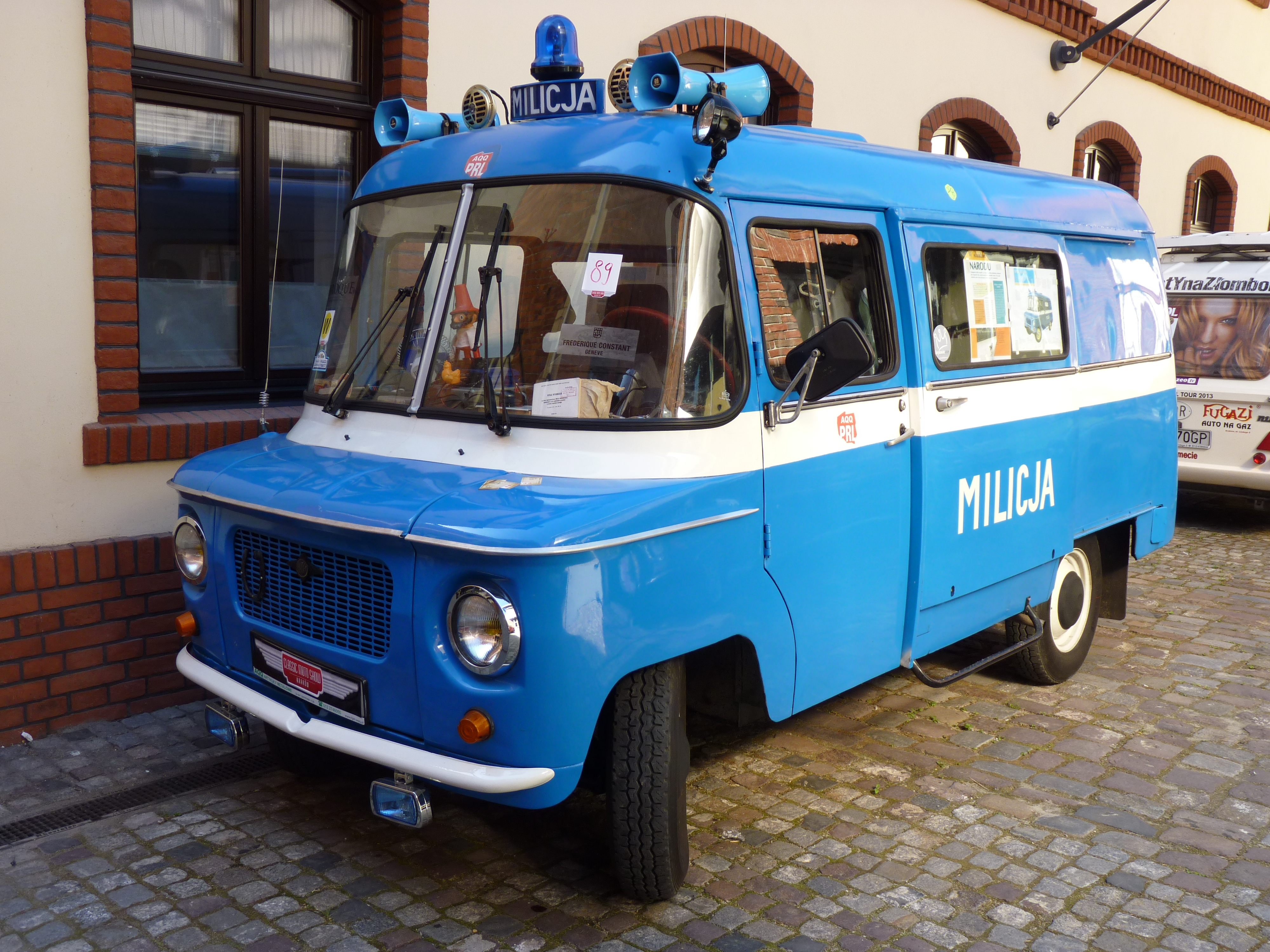
Milicyjna Nysa 522

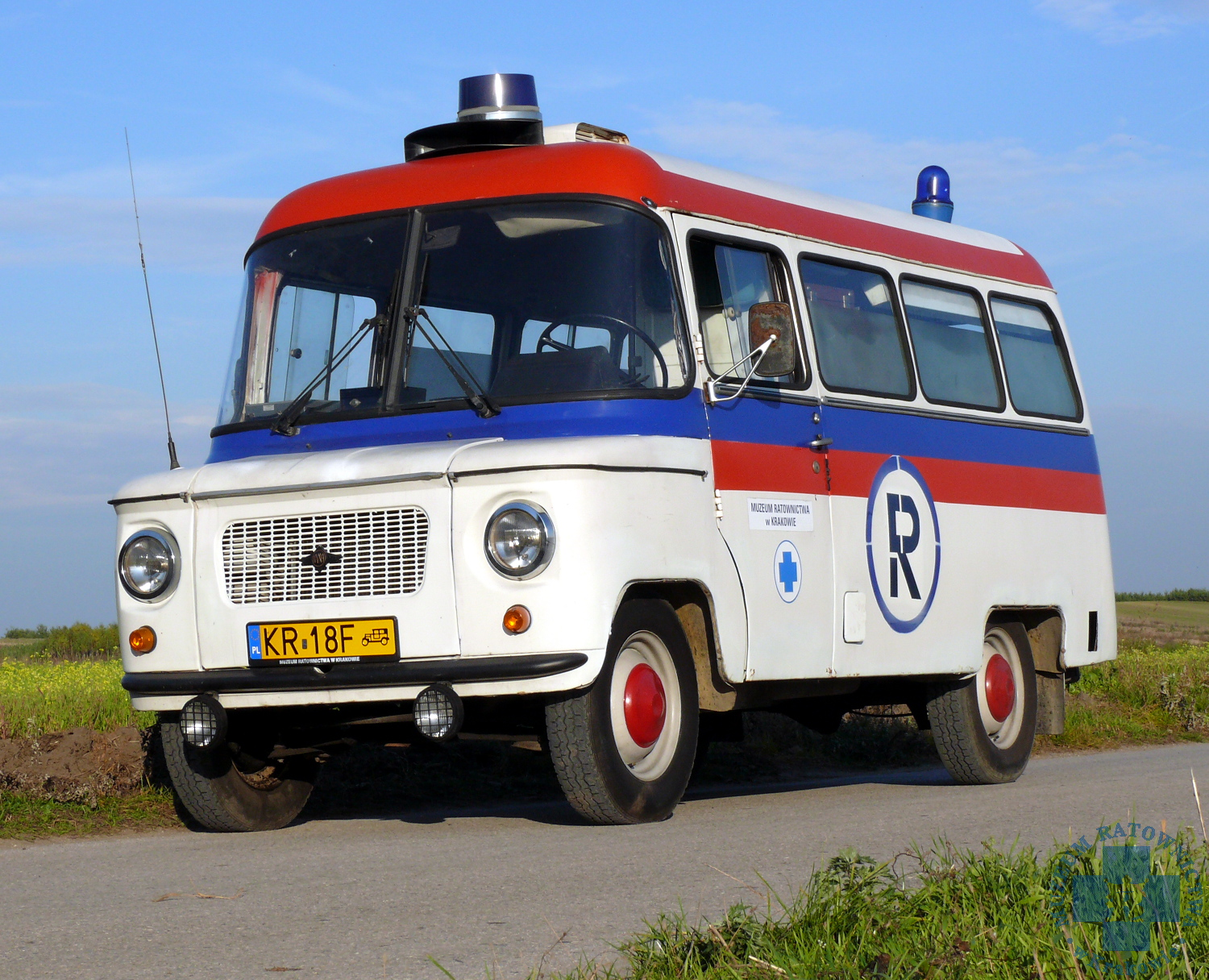
Nysa 522 sanitarka

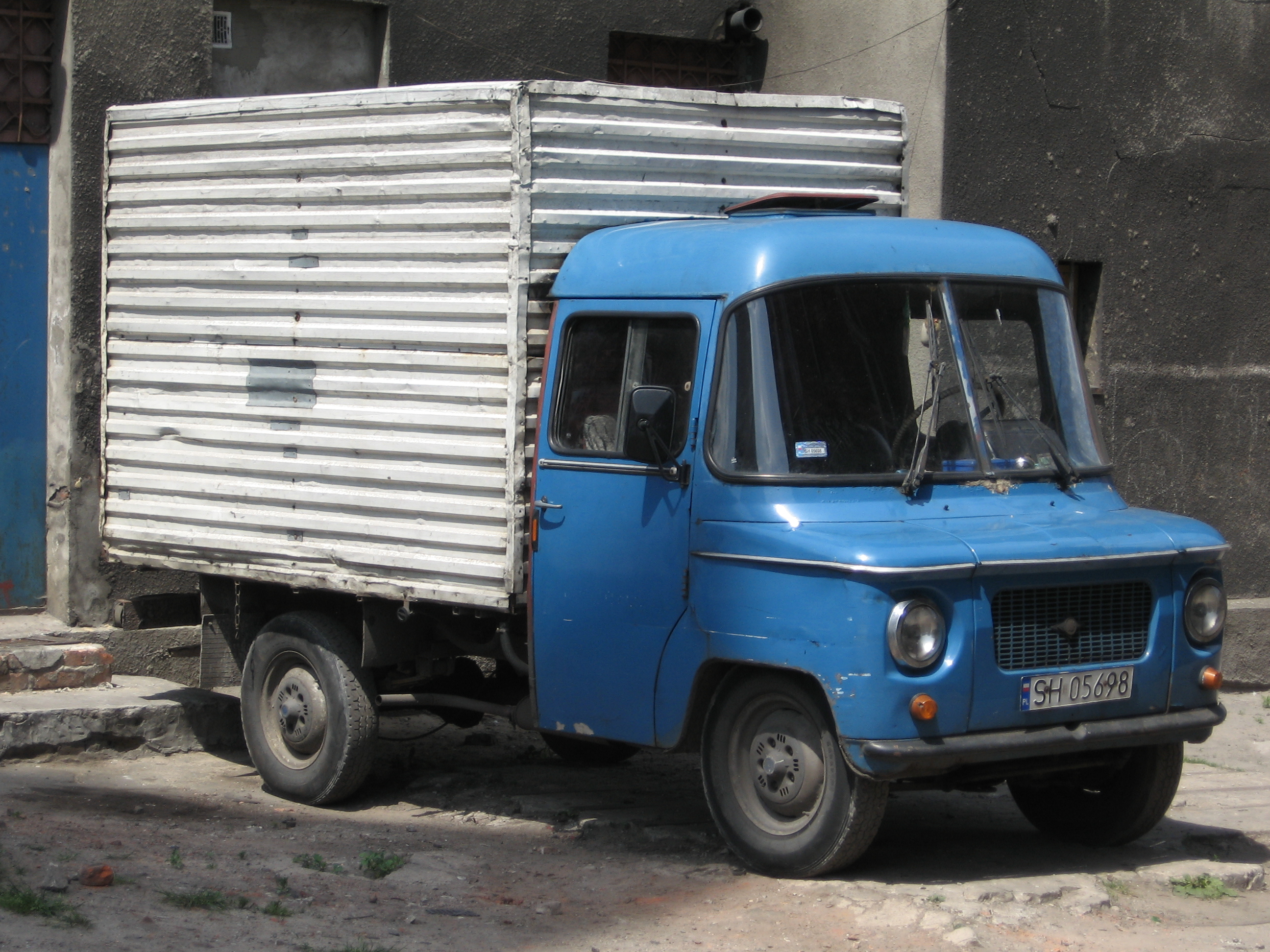
Nysa 522

Ze względu na sytuację, zdecydowano się na poważną modernizację dotychczasowego modelu. Główny nacisk położono na dalsze ulepszenie technologii oraz na podniesienie bezpieczeństwa i komfortu jazdy. Między innymi zmieniono wygląd przodu oraz zastosowano w nowej Nysie lepszą i poręczniejszą maskę dostępu do silnika, która do tej pory była zdejmowana za pomocą dwóch kluczy (które były często gubione). Nowa maska była otwierana na zawiasach, jak w większości dzisiejszych samochodów. Prototypy nowego samochodu oznaczonego symbolem 521 wykonane zostały w 1968 roku. Został on zatwierdzony do produkcji i przedstawiony publicznie na XXXVII Międzynarodowych Targach Poznańskich w 1968 roku. Był to dziesiąty rok produkcji samochodów Nysa, rocznica ta podkreślona została przez zmianę nazwy zakładów na Zakład Samochodów Dostawczych.
Nysa 521 w 1969 roku produkowana była w odmianach: furgon, towos, mikrobus, sanitarka, kinowóz i izotermicznej. W modelu tym nadal alternatywnie stosowano silniki produkowane w FSO: dolnozaworowy typu M-20 o mocy 38,3 kW i górnozaworowy S-21 o mocy 51,5 kW. Powstała też wersja z silnikiem wysokoprężnym Andoria o oznaczeniu 4C90 o mocy 51,5 kW. Zespoły podwoziowe nie uległy większym zmianom w porównaniu z modelem 501. Zmiany konstrukcyjne objęły głównie nadwozie i częściowo wyposażenie elektryczne. Dotychczasowa wagonowa sylwetka nadwozia zastąpiona została przez półklasyczną, z lekko wysuniętą komorą silnikową. Uzyskano przez to łatwiejszy dostęp do silnika i osprzętu umieszczonego w przedniej części samochodu. Zastosowano nowe szyby przednie o powierzchni zwiększonej o 30%, przez co znacznie poprawiono widoczność. Pojazd został wyposażony w dwie przeciwbieżne wycieraczki pantograficzne. Wprowadzono spryskiwacz szyb przednich z pompką nożną. Zmieniono mocowanie koła zapasowego przenosząc go do kosza pod tylną częścią ramy, a tylną tablicę rejestracyjną wraz z oświetleniem przeniesiono z drzwi na pas nadwozia. Samochód otrzymał nowe zderzaki przednie i tylne. Powiększone wywietrzniki dachowe wykonane były z półprzeźroczystego tworzywa sztucznego. Nadwozia wersji furgon i towos miały dodatkowe, przesuwne drzwi w prawej ścianie bocznej z otworem drzwiowym o wymiarach 1100x1130 mm. Konstrukcję drzwi przesuwnych przejęto z prototypowego furgonu podwyższonego. W znacznym stopniu zmodernizowane zostało wnętrze pojazdu. Wprowadzono punkty mocowania pasów bezpieczeństwa przednich foteli, zastosowano wygodniejsze i bardziej estetyczne fotele oraz poszycia tapicerskie na drzwiach, bokach i dachu nadwozia. Zmodernizowany zespół ogrzewania był bardziej wydajny, a wewnętrzna pokrywa silnika otrzymała lepszą izolację akustyczną i uszczelnienie. W wersji towos zmieniono boczne ławy na pojedyncze składane foteliki. Sanitarka otrzymała alternator typu PZ-1, o mocy 750 W i większy akumulator o pojemności 119 Ah. W miejsce noszy wiszących zastosowano nosze na wózku mocowanym do podłogi samochodu. Masa własna samochodu Nysa 521 wynosiła zależnie od wersji od 1465 kg dla furgonu do 1800 kg dla sanitarki. Wysokość pojazdu nieobciążonego zmniejszyła się o 35 mm w stosunku do modeli 501.
Systematycznie wzrastała produkcja Nys, rosły też zamówienia eksportowe. Już w 1968 roku udział produkcji na eksport przekroczył 50%. Głównymi odbiorcami były kraje socjalistyczne: ZSRR, Węgry, Bułgaria i Rumunia. Duże zainteresowanie wzbudziły Nysy 521 wystawione w 1971 roku na Międzynarodowej Wystawie Samochodów w Brukseli. Napłynęły zamówienia z Belgii i RFN. Zgodnie z życzeniami odbiorcy niemieckiego, dostarczane samochody miały podwyższony o 100 mm dach i czterobiegowe skrzynie przekładniowe (podwyższony dach wyróżniał Nysę 522 od 521). Specjalnie na rynek RFN opracowano w Nysie konstrukcję samochodu skrzyniowego z krótką dwuosobową kabiną i nieco wydłużoną tylną częścią ramy. W sierpniu 1972 roku taśmę montażową ZSD opuściła 100-tysięczna Nysa. Jubileuszowym pojazdem był model 521-C przeznaczony na rynek krajowy.
Samochody Nysa 521 i 522 produkowano w znacznej liczbie także na potrzeby Milicji Obywatelskiej, której stały się jednym z symboli (znanym potocznie jako „suka”). Dla potrzeb milicji opracowano też specjalne wersje, różniące się od pojazdów na rynek cywilny. Przede wszystkim wyposażone były w odsuwane drzwi po obu stronach przedziału pasażerskiego w celu sprawnego opuszczania pojazdu na obie strony, miały też klapę w dachu. Podstawową wersją była Nysa 521/522 KW (konwojowo-wypadowa), która miała w tylnej części pozbawiony okien bocznych przedział dla osób zatrzymanych lub aresztantów z ławkami pod ścianami, oddzielony przegrodą od reszty wnętrza. Dostęp do niego był przez standardowe pojedyncze drzwi z tyłu, lecz miały one metalową siatkę po wewnętrznej stronie szyby i były dodatkowo zabezpieczane przez specjalne zamknięcie w postaci zewnętrznego pionowego metalowego pręta. W przedziale załogi były trzy miejsca dla funkcjonariuszy. Wersja 521/522 OW (operacyjno-wypadowa) przeznaczona była do transportu pododdziałów milicji, w tym ZOMO i mieściła dziewięciu funkcjonariuszy wraz z kierowcą. Oprócz odsuwanych drzwi po obu stronach, wyróżniała się ona podwójnymi drzwiami w tylnej ścianie i dodatkowymi oknami w tylnej części po bokach. Trzecią odmianą była Nysa 521/533 RSD (ruchome stanowisko dowodzenia), która miała nadwozie jak wersja OW, lecz inaczej zaaranżowane wnętrze, z podwójnymi fotelami pod ścianami i stolikiem na mapę pośrodku. Wersja ta miała dodatkowo ogrzewanie postojowe. Wersje milicyjne miały dodatkowe wyposażenie, jak radiostację, niebieskiego „koguta” pojazdu uprzywilejowanego, podwójne syreny i megafon na dachu oraz reflektor szperacz. Napis Milicja był również przetłoczony. Wersje te miały również podwójne zbiorniki paliwa i mogły mieć cztery akumulatory. Samochody Nysa były przez pewien czas używane jeszcze przez Policję.

### Lata siedemdziesiąte
Lata siedemdziesiąte to dla Nysy okres największego rozwoju – gwałtowny wzrost produkcji (od 12 522 egzemplarzy w 1970 roku do 18 200 egzemplarzy w 1978 roku) oraz ogromny rozwój eksportu. W latach 1973–1974 eksport stanowił aż 74% produkcji. Wówczas to fabryka w Nysie stała się członkiem Klubu Eksporterów. Największymi odbiorcami Nys za granicą były w tych latach Węgry, Czechosłowacja, ZSRR, Kuba, Kambodża, Korea Północna, Wietnam, Finlandia, RFN, Turcja, Norwegia, Ghana. Pierwsze 100 tysięcy Nys wyprodukowano w ciągu 15 lat. Następne 100 tysięcy przez następne 11 lat, 300-tysięczny samochód zjechał z taśmy w 1984 roku.

### Lata osiemdziesiąte i koniec produkcji
Lata osiemdziesiąte przyniosły zdecydowane zmniejszenie zainteresowania pojazdami z Nysy. Fabryka drastycznie ograniczyła produkcję. W 1984 roku ich produkcja spadła do 12 049 aut rocznie, czyli niemal tyle, ile produkowano w 1969 roku (11 562). Nysy, mimo malejącego zainteresowania, znajdowały jednak w dalszym ciągu odbiorców i były nadal produkowane. W 1987 roku wyprodukowano 12 448 sztuk, w 1988 – 11 971 szt., w 1989 – 11 007 szt., w 1990 – 10 366 szt., w 1991 – 3658 szt., w 1992 – 2720 szt., w 1993 – 1800 sztuk. Do 1990 roku produkcja Nys stanowiła 80% produkcji FSO-ZSD. Gwałtowny spadek produkcji nastąpił w 1991 roku. Podstawę egzystencji zapewniał Zakładowi w Nysie już tylko FSO Polonez Truck, który rozpoczęto produkować po połączeniu się z FSO na Żeraniu. Dlatego też 3 lutego 1994 roku z taśm zjechała ostatnia Nysa o numerze 380 575. Ostatnie nowe egzemplarze pojazdu można było kupić z placu fabrycznego jeszcze w 1996 roku.
Wyprodukowano 380 575 Nys, w tym 169 047 samochodów osobowo-dostawczych, 123 541 mikrobusów i 87 987 samochodów specjalizowanych. 198 325 Nys wyeksportowano, najwięcej do ZSRR (107 634) i na Węgry (43 135, głównie w wersji sanitarki).

## Prototypy
Zbudowano również 2 sztuki prototypu samochodu Nysa 321 (jeden z nich znajduje się w Narodowym Muzeum Techniki w Warszawie) oraz 9 sztuk prototypu samochodu Nysa 325 w różnych wersjach nadwozia, z napędem na 2 oraz 4 koła. Wyglądem Nysa 325 bardzo przypominała Lublina, a zewnętrznie różniła się od wersji wprowadzonej do produkcji zaledwie detalami. Do napędu Nysy 325 wykorzystano silniki wysokoprężne Andoria 4C90 oraz Polonez AA dla wersji z napędem 4x4 (cały układ napędowy jak w prototypie PW-1, czyli późniejszym Honkerze). Najprawdopodobniej planowano wprowadzenie do produkcji wersji 4x4 z silnikiem 4C90, a silnik AA służył jedynie do badań. Oprócz Nysy 325, którą do niedawnych lat można było spotkać w wojsku, wyprodukowano prototyp Nysy 523, która miała dodatkowe przeszklenia nad bocznymi szybami. Nysą 523 jeździły delegacje z nyskiej fabryki do Warszawy (do FSO). Egzemplarze obu prototypów (523, 325) zachowały się do dziś, lecz w dość złym stanie.

## Nysa w kulturze masowej
- W jednej scenie filmu Dwaj panowie N sierżant Janek Dziewanowicz (Stanisław Mikulski) pędzi na lotnisko Okęcie Nysą N59-S.
- Załoga karetki w filmie „Pogotowie przyjedzie” jeździ Nysą 522.
- Samochodem Nysa podróżowała w 1969 r. pod kierownictwem Ryszarda Szafirskiego pierwsza powojenna polska wyprawa w Himalaje, na niezdobyty wówczas Malubiting[6]. Pokonana trasa wyniosła 18 000 kilometrów.